# Oswaldo Jardim
Oswaldo Jardim (Rio de Janeiro, 28 de agosto de 1960 - Rio de Janeiro, 24 de setembro de 2003) foi um carnavalesco e ator brasileiro.
Foi figurinista na Acadêmicos da Rocinha, em 1985 trabalhou na escola de samba Estácio de Sá, na década de 90 foi carnavalesco da escola de samba Unidos da Tijuca e da Unidos de Vila Isabel. Em 1996 atuou na Estação Primeira da Mangueira. Em 1999 retornou à Unidos da Tijuca. Em 2000 ganhou o prêmio Estandarte de Ouro como Personalidade do Carnaval, atuando pela escola de samba Unidos de Vila Isabel.

## Carnavais
Abaixo, a lista de desfiles assinados por Oswaldo Jardim.
| Ano  | Escola           | Colocação              | Divisão  | Enredo                                              | Ref.  |
| ---- | ---------------- | ---------------------- | -------- | --------------------------------------------------- | ----- |
| 1986 | Estácio de Sá    | 10.º lugar             | Grupo 1A | Prata da noite                                      |       |
| 1989 | Império Serrano  | 9º. lugar              | Grupo 1A | Jorge Amado, Axé Brasil                             |       |
| 1990 | Jacarezinho      | 5.º lugar              | Grupo A  | Iuro-Pari - a voz da mata                           |       |
| 1991 | Unidos da Tijuca | 8.º lugar              | Especial | Tá na mesa, Brasil                                  | [ 3 ] |
| 1992 | Unidos da Tijuca | 8.º lugar              | Especial | Guanabaran seio do mar                              | [ 4 ] |
| 1993 | Vila Isabel      | 8.º lugar              | Especial | Gbala - Viagem ao templo da criação                 | [ 4 ] |
| 1995 | Unidos da Tijuca | 12.º lugar             | Especial | Os nove bravos do Guarany                           | [ 5 ] |
| 1996 | Mangueira        | 4.º lugar              | Especial | Os tambores da Mangueira na Terra da Encantaria     |       |
| 1997 | Mangueira        | 3.º lugar              | Especial | O Olimpo é Verde e Rosa                             | [ 6 ] |
| 1998 | Unidos da Tijuca | 13.º lugar (Rebaixada) | Especial | De Gama a Vasco, a epopéia da Tijuca                | [ 7 ] |
| 1999 | Unidos da Tijuca | Campeã                 | Grupo A  | O Dono da Terra                                     | [ 7 ] |
| 2000 | Vila Isabel      | 13.º lugar (Rebaixada) | Especial | Eu sou índio, Eu também sou imortal                 |       |
| 2003 | Abolição         | 5.º lugar              | Grupo C  | Gauiá, Guapi, Guarím, Guapimirim a nascente do amor | [ 8 ] |

## Premiações
- Estandarte de Ouro

1. 2000 - Personalidade [9]

- Prêmio S@mba-Net

1. 1999 - Melhor alegoria (Unidos da Tijuca - Alegoria do Tatu) [10]
2. 1999 - Melhor conjunto de fantasias (Unidos da Tijuca) [10]

- Troféu Manchete - Papa-Tudo

1. 1995 - Melhor carnavalesco (Unidos da Tijuca) [11]